# Charancieu
Charancieu ist eine französische Gemeinde mit 748 Einwohnern (Stand: 1. Januar 2022) im Département Isère in der Region Auvergne-Rhône-Alpes. Sie gehört zum Arrondissement La Tour-du-Pin und zum Kanton Chartreuse-Guiers.

## Geographie
Die Gemeinde Charancieu liegt im westlichen Vorland des Chartreuse-Gebirges, etwa 26 Kilometer westsüdwestlich von Chambéry. Charancieu wird umgeben von den Nachbargemeinden Les Abrets im Norden, La Bâtie-Divisin im Osten, Paladru im Süden sowie Saint-Ondras im Westen.

## Bevölkerungsentwicklung
| Jahr                       | 1962 | 1968 | 1975 | 1982 | 1990 | 1999 | 2006 | 2012 | 2021 |
| Einwohner                  | 267  | 268  | 289  | 407  | 521  | 563  | 672  | 723  | 758  |
| Quellen: Cassini und INSEE |      |      |      |      |      |      |      |      |      |

## Sehenswürdigkeiten

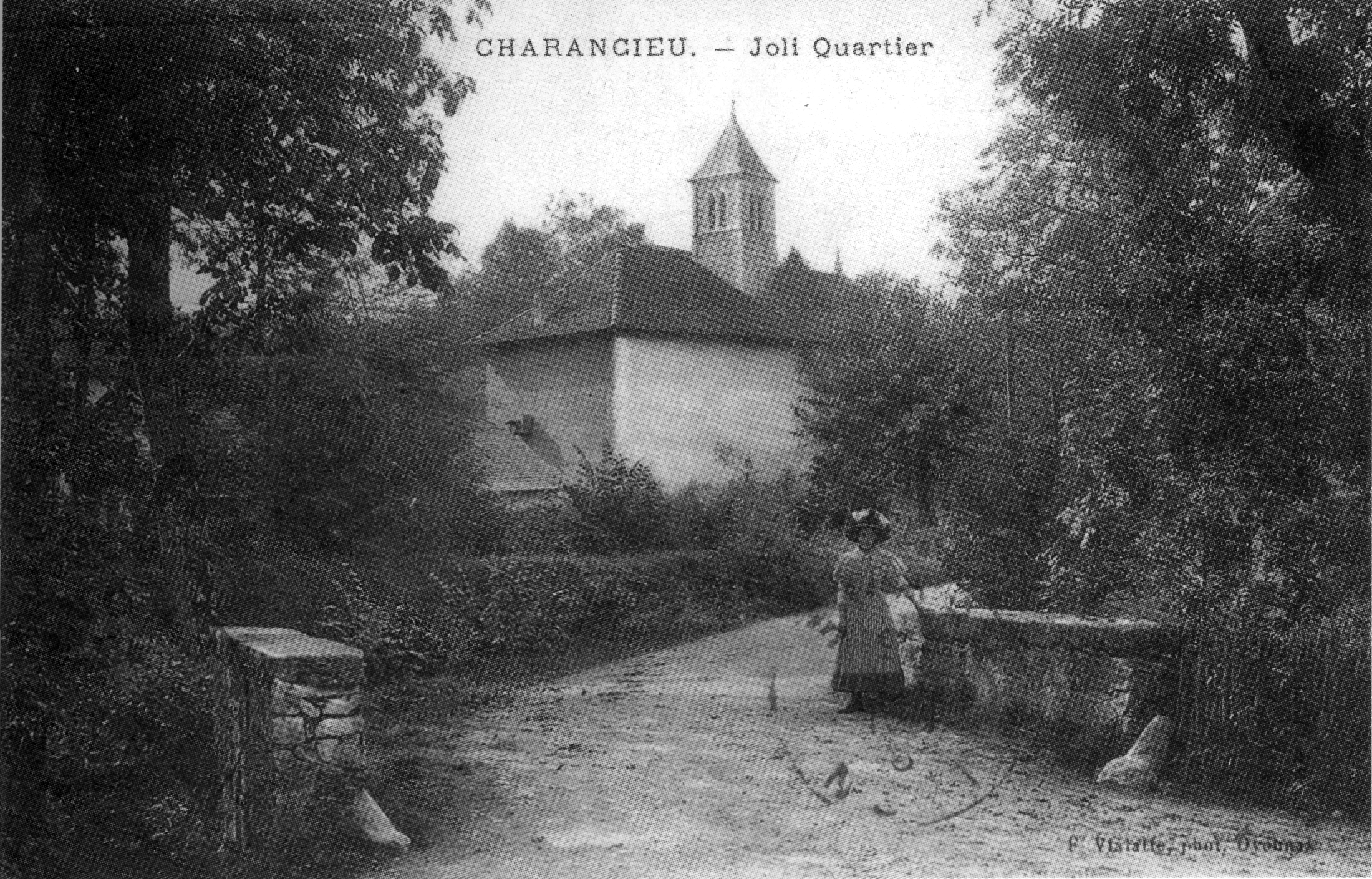
Kirche auf einer alten Postkarte von 1914

- Kirche Saints-Gervais-et-Protais